# Kunito Nagaoka
Kunito Nagaoka (jap. 長岡国人, Nagaoka Kunito; * 1940 in Saku (Nagano)) ist ein japanischer Kunstprofessor, Maler, Radierer und Grafiker.

## Werdegang
Aufgewachsen in der Präfektur Nagano studierte er von 1959 bis 1963 an der Tama Art University und arbeitet anschließend als Grafik-Designer in Tokyo. 1966 zog Nagaoka nach West-Berlin und studierte ab 1967 an der Staatlichen Akademie für Grafik, Druck und Werbung in der Klasse von Jürgen Spohn. 1976 wechselte er an die Hochschule für Bildende Künste, wo er 1976 Meisterschüler von Gerhart Bergmann wurde. Später arbeitete Nagaoka mehr als zwanzig Jahre in Deutschland, bevor er als Professor an die Kunsthochschule Kyōto-shiritsu Geijutsu Daigaku in Kyōto berufen wurde und diese bis 2012 ausübte. Darüber hinaus war er Gastprofessor an der Kunstakademie Islands (1984 und 1985) an der Grafikaan Paja in Jyväskylä, Finnland (1986) sowie an der Internationale Sommerakademie für Bildende Kunst Salzburg, Österreich (1987, 1990 und 1993).

## Wirken
Zunächst experimentierte Nagaoka mit verschiedenen Techniken und Materialien, bis er 1971 in der Radierung die ihm entsprechende Ausdrucksmöglichkeit findet. In der Radierwerkstatt bei Louise Koehnke-Duewell entwickelt er in den 1970er Jahren seine Technik, vor allem der Zweiplattendruck bei Radierungen, die bereits zu dieser Zeit außergewöhnlich war.
Viele von Nagaokas Drucken aus den 1970er Jahren sind visuelle Erkundungen des Asama und seiner Landschaft in der Nähe seines Elternhauses.
Neben der Kupferplatte ist Papier sein eigentliches Material.

## Ehrungen und Auszeichnungen
- 1977 Grand Prix der 3. Wiener Grafikbiennale, Wien
- 1978 Ehrenmedaille der 7. Internationalen Grafikbiennale, Krakau
- 1978 Preis der 5. Internationalen Grafikbiennale, Frechen
- 1979 Ehrenmedaille der Biennale of Small Grafic Forms, Lodz
- 1980 Förderpreis der Intergrafik '80, Berlin/DDR
- 1980 Preis der 8. Internationalen Grafikbiennale, Krakau
- 1980 Preis der 6. Internationalen Grafikbiennale, Frechen
- 1980 Preis der Ibizagrafik '80, Ibiza
- 1985 Grand Prize der Bulgarian International Graphic Biennial, Varna
- 2013 Medaille am Blauen Band (藍綬褒章 Ranju hōshō) vom japanischen Kaiserhaus für Verdienste am Gemeinwesen und Bildung[4]